# Joseph Srampickal
Joseph Benny Mathew Srampickal (* 30. Mai 1967 in Poovarany, Indien) ist ein indischer Geistlicher und Bischof der syro-malabarischen Eparchie Großbritannien.

## Leben
Joseph Srampickal empfing am 12. August 2000 durch den Bischof von Palai, Joseph Pallikaparampil, das Sakrament der Priesterweihe.
Am 28. Juli 2016 ernannte ihn Papst Franziskus zum ersten Bischof der syro-malabarischen Eparchie Großbritannien. Der Großerzbischof von Ernakulam-Angamaly, George Kardinal Alencherry, spendete ihm am 9. Oktober desselben Jahres die Bischofsweihe; Mitkonsekratoren waren der Bischof von Lancaster, Michael Campbell OSA, und der Bischof von Palai, Joseph Kallarangatt.